# Списък с епизоди на „Луди за връзване“
Това е списъкът с епизоди на анимационния сериал „Луди за връзване“ с оригиналните дати на излъчване в САЩ и България.

## Сезон 1
| Номер | Заглавие                                                           | Първо излъчване в САЩ | Първо излъчване в България |
| ----- | ------------------------------------------------------------------ | --------------------- | -------------------------- |
| 1     | „Лунатици на леда“ (Loonatics on Ice)                              | 17 септември 2005 г.  | 19 юни 2008 г.             |
| 2     | „Атаката на Пухените топки“ (Attack of the Fuzz Balls)             | 24 септември 2005 г.  | 20 юни 2008 г.             |
| 3     | „Наметало от черно кадифе“ (Cloak of Black Velvet)                 | 1 октомври 2005 г.    | 20 юни 2008 г.             |
| 4     | „Времето се извисява“ (Weathering Heights)                         | 8 октомври 2005 г.    | 23 юни 2008 г.             |
| 5     | „Под земята“ (Going Underground)                                   | 29 октомври 2005 г.   | 23 юни 2008 г.             |
| 6     | „Голямата комета“ (The Comet Cometh)                               | 5 ноември 2005 г.     | 24 юни 2008 г.             |
| 7     | „Светът е моят цирк“ (The World is My Circus)                      | 12 ноември 2005 г.    | 24 юни 2008 г.             |
| 8     | „Спрете света, искам да сляза“ (Stop the World, I Want to Get Off) | 19 ноември 2005 г.    | 25 юни 2008 г.             |
| 9     | „Сайфър“ (Sypher)                                                  | 26 ноември 2005 г.    | 25 юни 2008 г.             |
| 10    | „От време на време“ (Time After Time)                              | 11 февруари 2006 г.   | 26 юни 2008 г.             |
| 11    | „Заплахата на Мастърмайнд“ (The Menace of Mastermind)              | 18 февруари 2006 г.   | 26 юни 2008 г.             |
| 12    | „Акмегедон, първа част“ (Acmegeddon, Part I)                       | 6 май 2006 г.         | 27 юни 2008 г.             |
| 13    | „Акмегедон, втора част“ (Acmegeddon, Part II)                      | 13 май 2006 г.        | 27 юни 2008 г.             |

## Сезон 2
| Номер | Заглавие                                                                    | Първо излъчване в САЩ | Първо излъчване в България |
| ----- | --------------------------------------------------------------------------- | --------------------- | -------------------------- |
| 14    | „Тайните на ударния меч на Пазителя“ (Secrets of the Guardian Strike Sword) | 23 септември 2006 г.  | 2012 г.                    |
| 15    | „Гадината в дълбините“ (A Creep in the Deep)                                | 30 септември 2006 г.  | 6 юли 2009 г.              |
| 16    | „Аз съм Сламакус“ (I Am Slamacus)                                           | 10 октомври 2006 г.   | 7 юли 2009 г.              |
| 17    | „Заекът там горе“ (The Heir Up There)                                       | 4 ноември 2006 г.     | 8 юли 2009 г.              |
| 18    | „Семейният бизнес“ (Family Business)                                        | 11 ноември 2006 г.    | 9 юли 2009 г.              |
| 19    | „Нос Патица“ (Cape Duck)                                                    | 18 ноември 2006 г.    | 10 юли 2009 г.             |
| 20    | „Ловецът“ (The Hunter)                                                      | 3 февруари 2007 г.    | 13 юли 2009 г.             |
| 21    | „Дойде от космоса“ (It Came From Outer Space)                               | 10 февруари 2007 г.   | 14 юли 2009 г.             |
| 22    | „Апокалипсис“ (Apocalypse)                                                  | 17 февруари 2007 г.   | 15 юли 2009 г.             |
| 23    | „Пинкстър“ (In the Pinkster)                                                | 24 февруари 2007 г.   | 16 юли 2009 г.             |
| 24    | „Музикалният престъпник“ (The Music Villain)                                | 3 март 2007 г.        | 17 юли 2009 г.             |
| 25    | „Падането на Бланк“ (The Fall of Blanc, Part I)                             | 28 април 2007 г.      | 20 юли 2009 г.             |
| 26    | „В търсене на Туитъмс“ (In Search of Tweetums, Part II)                     | 5 май 2007 г.         | 21 юли 2009 г.             |